# Diasemopsis meigenii
Diasemopsis meigenii är en tvåvingeart som först beskrevs av John Obadiah Westwood 1837.  Diasemopsis meigenii ingår i släktet Diasemopsis och familjen Diopsidae. Inga underarter finns listade i Catalogue of Life.